# آدام راندل
آدام راندل (انگلیسی: Adam Randell؛ زادهٔ ۱ اکتبر ۲۰۰۰) بازیکن فوتبال اهل بریتانیا است.
از باشگاه‌هایی که در آن بازی کرده‌است می‌توان به باشگاه فوتبال پلیموث آرگیل اشاره کرد.